# Pedro Teixeira (militar)

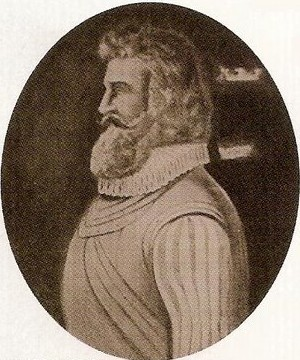
Pedro Teixeira.

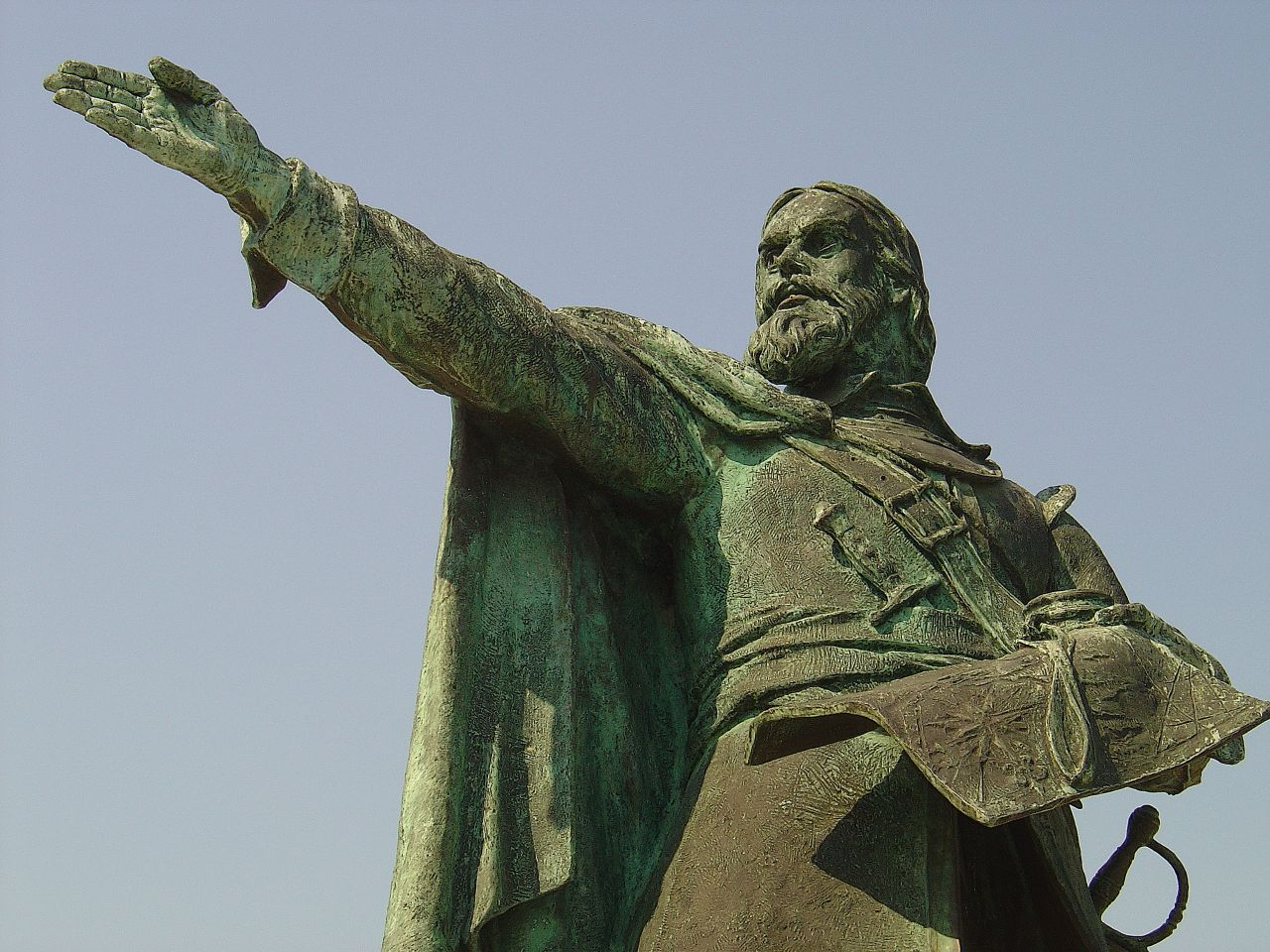
Estatua de Pedro Teixeira en Cantanhede, Portugal.

Pedro Teixeira (Cantanhede (Portugal), 1570 o 1587-Belém (Brasil), 4 de julio de 1641) fue un militar y sertanista (explorador del sertão, precedente de los bandeirantes) portugués recordado porque se convirtió, en 1637, en el primer europeo en viajar el curso entero del río Amazonas. 

## Biografía
Poco se conoce sobre su familia o sus primeros años de vida.
Participó, junto con Jerónimo de Albuquerque, en la campaña para expulsar a los franceses de São Luís do Maranhão, en el litoral nordeste de Brasil.
Tras el éxito de aquella campaña, a finales de 1615, fue enviado a una expedición al río Amazonas que consolidara la posesión sobre la región de la Monarquía Hispánica (en ese momento el reino de Portugal estaba incluido en ella). La expedición, de tres embarcaciones, estaba a cargo de Francisco Caldeira Castelo Branco, y Teixeira era el segundo al mando, con título de alférez. El 12 de enero de 1616, llegaron a la bahía de Guajará donde, en una punta de tierra, fundaron el Fuerte Presepio (actualmente Fuerte de Castelo), núcleo de la actual ciudad de Belém do Pará.
En 1625 luchó contra los holandeses del fuerte del río Xingu y los ingleses de la margen izquierda del Amazonas. En 1626 subió el río Tapajós siguiendo a los tupinambás para comercio de esclavos. En 1627, fray Vicente do Salvador, en su obra Historia do Brazil, destacó su actuación.
El 25 de julio de 1637 encabezó una expedición que salió de Maranhão con 45 canoas, 70 soldados y 1200 arqueros y remeros (flecheiros e remadores) indígenas, remontando el curso del Amazonas en busca de la confirmación de la posible comunicación entre el océano Atlántico y el virreinato del Perú, ruta recorrida en el siglo anterior por Francisco de Orellana. 
Llegaron hasta Quito. Fundó Franciscana en la confluencia del río Napo con Aguarico, en el alto sertão, para delimitar los territorios que según el Tratado de Tordesillas pertenecían al reino de Portugal y a la Corona de Castilla. El viaje fue registrado por el jesuita Cristóbal de Acuña (obra editada en 1641).
Como reconocimiento por su extensa lista de servicios prestados en la conquista de la Amazonia, fue nombrado capitão-mor de la  Capitanía del Gran Pará (Pará). Tomó posesión en febrero de 1640, pero solo ocupó el cargo hasta mayo de 1641, falleciendo en julio de ese mismo año.